# Carludovica drudei
Carludovica drudei là một loài thực vật có hoa trong họ Cyclanthaceae. Loài này được Mast. miêu tả khoa học đầu tiên năm 1877.